# NGC 4843
NGC 4843 је лентикуларна галаксија у сазвежђу Девица која се налази на NGC листи објеката дубоког неба.
Деклинација објекта је - 3° 37' 17" а ректасцензија 12h 58m 0,9s. Привидна величина (магнитуда) објекта NGC 4843 износи 13,1 а фотографска магнитуда 14,0. NGC 4843 је још познат и под ознакама MCG 0-33-24, CGCG 15-48, PGC 44388.